# Quarry Hill, Victoria
Quarry Hill este o suburbie a orașului Bendigo, Victoria, Australia.